# 김명광
김명광(한국 한자: 金明光, 1984년 5월 7일 ~ )은 대한민국의 축구 선수이며, 포지션은 골키퍼이다.